# Leagues Cup 2019
Leagues Cup 2019 var den första säsongen av Leagues Cup. En tävling bestående av fyra klubbar vardera från MLS och Liga MX. De amerikanska klubbarna bjöds in, medan de mexikanska klubbarna valdes baserat på sportsliga resultat. I framtida säsonger kommer lagen från båda länderna kvalificera enligt sportsliga grunder. Samtliga matcher spelades i USA, turneringen vanns av Cruz Azul som besegrade UANL i finalen med 2–1.

## Lag
| Nation         | Lag                |
| -------------- | ------------------ |
| Mexiko (4 lag) | América            |
| Mexiko (4 lag) | Cruz Azul          |
| Mexiko (4 lag) | UANL               |
| Mexiko (4 lag) | Tijuana            |
| USA (4 lag)    | Chicago Fire       |
| USA (4 lag)    | Houston Dynamo     |
| USA (4 lag)    | Los Angeles Galaxy |
| USA (4 lag)    | Real Salt Lake     |

## Matcher

### Spelträd
|  | Kvartsfinaler             | Kvartsfinaler |                    |       | Semifinaler | Semifinaler |  |  | Final | Final |
|  |                           |               |                    |       |             |             |  |  |       |       |
|  |                           |               |                    |       |             |             |  |  |       |       |
|  |                           |               |                    |       |             |             |  |  |       |       |
|  | Los Angeles Galaxy (str.) | 2 (3)         |                    |       |             |             |  |  |       |       |
|  | Los Angeles Galaxy (str.) | 2 (3)         |                    |       |             |             |  |  |       |       |
|  | Tijuana                   | 2 (1)         |                    |       |             |             |  |  |       |       |
|  | Tijuana                   | 2 (1)         | Los Angeles Galaxy | 1     |             |             |  |  |       |       |
|  |                           |               | Los Angeles Galaxy | 1     |             |             |  |  |       |       |
|  |                           | Cruz Azul     | 2                  |       |             |             |  |  |       |       |
|  | Chicago Fire              | Cruz Azul     | 2                  | 0     |             |             |  |  |       |       |
|  | Chicago Fire              |               |                    | 0     |             |             |  |  |       |       |
|  | Cruz Azul                 | 2             |                    |       |             |             |  |  |       |       |
|  | Cruz Azul                 | 2             | Cruz Azul          | 2     |             |             |  |  |       |       |
|  |                           |               | Cruz Azul          | 2     |             |             |  |  |       |       |
|  |                           | UANL          | 1                  |       |             |             |  |  |       |       |
|  | Houston Dynamo            | UANL          | 1                  | 1 (5) |             |             |  |  |       |       |
|  | Houston Dynamo            |               |                    | 1 (5) |             |             |  |  |       |       |
|  | América (str.)            | 1 (6)         |                    |       |             |             |  |  |       |       |
|  | América (str.)            | 1 (6)         | América            | 2 (3) |             |             |  |  |       |       |
|  |                           |               | América            | 2 (3) |             |             |  |  |       |       |
|  |                           | UANL (str.)   | 3 (5)              |       |             |             |  |  |       |       |
|  | Real Salt Lake            | UANL (str.)   | 3 (5)              | 0     |             |             |  |  |       |       |
|  | Real Salt Lake            |               |                    | 0     |             |             |  |  |       |       |
|  | UANL                      | 1             |                    |       |             |             |  |  |       |       |
|  | UANL                      | 1             |                    |       |             |             |  |  |       |       |

### Kvartsfinaler
|             | 23 juli 2019 | Chicago Fire | 0 – 2           | Cruz Azul                                | Seatgeek Stadium                                          |                                                           |
| 19:30 UTC−5 | 19:30 UTC−5  |              | (0 – 1) Rapport | 43′ Roberto Alvarado 90′ Elías Hernández | Bridgeview Publik: 14 213 Domare: Oshane Nation (Jamaica) | Bridgeview Publik: 14 213 Domare: Oshane Nation (Jamaica) |
| 19:30 UTC−5 | 19:30 UTC−5  |              |                 |                                          | Bridgeview Publik: 14 213 Domare: Oshane Nation (Jamaica) | Bridgeview Publik: 14 213 Domare: Oshane Nation (Jamaica) |
| 19:30 UTC−5 | 19:30 UTC−5  |              |                 |                                          | Bridgeview Publik: 14 213 Domare: Oshane Nation (Jamaica) | Bridgeview Publik: 14 213 Domare: Oshane Nation (Jamaica) |

|             | 23 juli 2019 | Los Angeles Galaxy                                                               | 2 – 2                      | Tijuana                                                              | Dignity Health Sports Park                             |                                                        |
| 20:00 UTC−7 | 20:00 UTC−7  | Emmanuel Boateng 27′ David Romney 54′                                            | (1 – 2) Rapport            | 33′ Ariel Nahuelpán 45′ Washington Camacho                           | Carson Publik: 10 421 Domare: Saíd Martínez (Honduras) | Carson Publik: 10 421 Domare: Saíd Martínez (Honduras) |
| 20:00 UTC−7 | 20:00 UTC−7  |                                                                                  |                            |                                                                      | Carson Publik: 10 421 Domare: Saíd Martínez (Honduras) | Carson Publik: 10 421 Domare: Saíd Martínez (Honduras) |
| 20:00 UTC−7 | 20:00 UTC−7  | Servando Carrasco Efraín Álvarez Emil Cuello Emmanuel Boateng Giancarlo González | Straffsparksläggning 3 – 1 | Erick Torres Padilla Ariel Nahuelpán Diego Braghieri Ángel Sepúlveda | Carson Publik: 10 421 Domare: Saíd Martínez (Honduras) | Carson Publik: 10 421 Domare: Saíd Martínez (Honduras) |

|             | 24 juli 2019 | Houston Dynamo                                                                               | 1 – 1                      | América | BBVA Stadium                                                        |                                                                     |
| 19:30 UTC−5 | 19:30 UTC−5  | DaMarcus Beasley 85′                                                                         | (0 – 0) Rapport            | 73′ Nicolás Benedetti                                                                                              | Houston Publik: 20 315 Domare: Walter López Castellanos (Guatemala) | Houston Publik: 20 315 Domare: Walter López Castellanos (Guatemala) |
| 19:30 UTC−5 | 19:30 UTC−5  |                                                                                              |                            | | Houston Publik: 20 315 Domare: Walter López Castellanos (Guatemala) | Houston Publik: 20 315 Domare: Walter López Castellanos (Guatemala) |
| 19:30 UTC−5 | 19:30 UTC−5  | Romell Quioto Darwin Cerén Alberth Elis Juan David Cabezas Eric Bird Kevin Garcia Sam Junqua | Straffsparksläggning 5 – 6 | Nicolás Castillo Emanuel Aguilera Mateus Uribe Andrés Ibargüen Roger Martínez Nicolás Benedetti Giovani dos Santos | Houston Publik: 20 315 Domare: Walter López Castellanos (Guatemala) | Houston Publik: 20 315 Domare: Walter López Castellanos (Guatemala) |

|             | 24 juli 2019 | Real Salt Lake | 0 – 1           | UANL               | Rio Tinto Stadium                                |                                                  |
| 20:30 UTC−6 | 20:30 UTC−6  |                | (0 – 0) Rapport | 57′ Eduardo Vargas | Sandy Publik: 15 136 Domare: John Pitti (Panama) | Sandy Publik: 15 136 Domare: John Pitti (Panama) |
| 20:30 UTC−6 | 20:30 UTC−6  |                |                 |                    | Sandy Publik: 15 136 Domare: John Pitti (Panama) | Sandy Publik: 15 136 Domare: John Pitti (Panama) |
| 20:30 UTC−6 | 20:30 UTC−6  |                |                 |                    | Sandy Publik: 15 136 Domare: John Pitti (Panama) | Sandy Publik: 15 136 Domare: John Pitti (Panama) |

### Semifinaler
|             | 20 augusti 2019 | América                                                | 2 – 2                      | UANL                                                                                           | BBVA Stadium                                                 |                                                              |
| 19:30 UTC−5 | 19:30 UTC−5     | Andrés Ibargüen 36′ (str.), 83′                        | (1 – 1) Rapport            | 14′ (sjm.) Paul Aguilar 90+5′ (sjm.) Bruno Valdez                                              | Houston Publik: 22 532 Domare: Diego Montaño Robles (Mexiko) | Houston Publik: 22 532 Domare: Diego Montaño Robles (Mexiko) |
| 19:30 UTC−5 | 19:30 UTC−5     |                                                        |                            |                                                                                                | Houston Publik: 22 532 Domare: Diego Montaño Robles (Mexiko) | Houston Publik: 22 532 Domare: Diego Montaño Robles (Mexiko) |
| 19:30 UTC−5 | 19:30 UTC−5     | Guido Rodríguez Bruno Valdez Leonel López Paul Aguilar | Straffsparksläggning 3 – 5 | André-Pierre Gignac Enner Valencia Luis Enrique Quiñones Luis Alfonso Rodríguez Carlos Salcedo | Houston Publik: 22 532 Domare: Diego Montaño Robles (Mexiko) | Houston Publik: 22 532 Domare: Diego Montaño Robles (Mexiko) |

|             | 20 augusti 2019 | Los Angeles Galaxy | 1 – 2   | Cruz Azul                          | Dignity Health Sports Park                              |                                                         |
| 19:30 UTC−7 | 19:30 UTC−7     | Emil Cuello 37′    | Rapport | 4′ José Madueña 47′ Orbelín Pineda | Carson Publik: 20 135 Domare: Mario Escobar (Guatemala) | Carson Publik: 20 135 Domare: Mario Escobar (Guatemala) |
| 19:30 UTC−7 | 19:30 UTC−7     |                    |         |                                    | Carson Publik: 20 135 Domare: Mario Escobar (Guatemala) | Carson Publik: 20 135 Domare: Mario Escobar (Guatemala) |
| 19:30 UTC−7 | 19:30 UTC−7     |                    |         |                                    | Carson Publik: 20 135 Domare: Mario Escobar (Guatemala) | Carson Publik: 20 135 Domare: Mario Escobar (Guatemala) |

### Final
|             | 18 september 2019 | Cruz Azul                                        | 2 – 1           | UANL              | Sam Boyd Stadium                                                   |                                                                    |
| 19:30 UTC−7 | 19:30 UTC−7       | Yoshimar Yotún 73′ (str.) Jonathan Rodríguez 75′ | (0 – 0) Rapport | 90′ Guido Pizarro | Las Vegas Publik: 20 132 Domare: Marco Antonio Ortíz Nava (Mexiko) | Las Vegas Publik: 20 132 Domare: Marco Antonio Ortíz Nava (Mexiko) |
| 19:30 UTC−7 | 19:30 UTC−7       |                                                  |                 |                   | Las Vegas Publik: 20 132 Domare: Marco Antonio Ortíz Nava (Mexiko) | Las Vegas Publik: 20 132 Domare: Marco Antonio Ortíz Nava (Mexiko) |
| 19:30 UTC−7 | 19:30 UTC−7       |                                                  |                 |                   | Las Vegas Publik: 20 132 Domare: Marco Antonio Ortíz Nava (Mexiko) | Las Vegas Publik: 20 132 Domare: Marco Antonio Ortíz Nava (Mexiko) |